# Look to the Sky
Look to the Sky er det andet soloalbum fra den amerikanske rockmusiker James Iha. Albummet blev udgivet af EMI Music i Japan d. 14. marts 2012 og i resten af verden d. 18. september 2012. 
Albummet er James Ihas første solomateriale siden sangen "Never Ever", som han indspillede i 2001. Det er hans første soloalbum i over 14 år og hans første soloplade efter bruddet med den amerikanske rockgruppe Smashing Pumpkins i 2000. 
På albummet medvirker flere musikere, som James Iha tidligere har arbejdet sammen, heriblandt den tidligere Smashing Pumpkins-pianist Mike Garson og Tinted Windows-bassisten Adam Schlesinger. Ingen af de tre andre originale (eller senere faste) medlemmer af Smashing Pumpkins medvirker på albummet – heller ikke bassisten D'arcy Wretzky, der sang kor på "One and Two" på debutalbummet Let It Come Down i 1998. 
Selv om James Iha spiller de fleste instrumenter på soloalbummet, medvirker en lang række gæstemusikere på albummet, heriblandt Nathan Larson og Nina Persson fra den svenske popgruppe The Cardigans. Trommeslager Kevin March sidder bag trommerne på de fleste sange. James Iha har angiveligt arbejdet på soloalbummet ved siden af en række andre musikprojekter siden 2000.
I 1998 udgav han Let It Come Down, mens han stadig var en del af den amerikanske rockgruppe Smashing Pumpkins. Siden bandets opløsning i 2000 har James Iha bl.a. spillet i A Perfect Circle og Tinted Windows, men han var ikke en del af Smashing Pumpkins' genforening i 2007. Derfor har James Iha heller ikke medvirket på Smashing Pumpkins' seneste album – Zeitgeist (2007), Teargarden by Kaleidyscope (2009-nu) og Oceania (2012). 

## Skæringsliste
1. Make Believe
2. Summer Days
3. To Who Knows Where
4. Till Next Tuesday
5. Dream Tonight
6. Dark Star
7. Appetite
8. Gemini
9. Waves
10. Speed of Love
11. 4th of July
12. A String of Words

Alle sangene er skrevet af James Iha. Nathan Larson har været med til at skrive "Summer Days" og "Dark Star", mens Niclas Frisk har været med til at skrive "Speed of Love". "Till Next Tuesday" er skrevet af James Iha, Vanessa Quinones, Andreas Mattsson og Niclas Frisk.

## Bonustracks
Der er to ekstranumre på den japanske udgave af albummet, men de forventes ikke at være på albummet, når det bliver udgivet i resten af verden senere i 2012: 
- "Diamond Eyes"
- "Stay Lost"

## Singler og musikvideoer
Der er filmet en musikvideo til den første single "To Who Knows Where". Musikvideoen er inspireret af filmen The Man Who Fell to Earth, der er fra 1976 og havde den britiske rockmusiker David Bowie i hovedrollen. Musikvideoen er optaget i Joshua Tree i den amerikanske delstat Californien i marts 2012 og har premiere i april 2012. 
- "To Who Knows Where"

## Medvirkende
- James Iha – sang, guitar, bas, klaver, synthesizer, klokkespil, producer
- Nathan Larson – guitar, bas, synthesizer, blæseinstrumenter
- Kevin March – trommer
- Tom Verlaine – guitar på "Till Next Tuesday" og "Appetite"
- Sara Quin – sang på "To Who Knows Where" og "Dream Tonight"
- Josh Lattanzi – guitar og kor på "Dream Tonight" og "Diamond Eyes"
- Nina Persson – sang på "Make Believe" og "Till Next Tuesday"
- Nick Zinner – guitar på "Dream Tonight"
- Adam Schlesinger – bas på "Speed Of Love"
- Karen O – sang på "Waves"
- Mike Garson – klaver på "Appetite"
- Niclas Frisk – guitar på "Till Next Tuesday" og "Speed Of Love"
- Andreas Mattsson – sang, strygeinstrumenter på "Till Next Tuesday"
- Arjun Agerwala – sang på "4th Of July"
- Jon Graboff – pedal steel på "Dark Star", "4th Of July" og "Diamond Eyes"
- Geoff Sanoff – bas på "Till Next Tuesday"
- Alexis Fleisig – trommer på "Speed Of Love"
- Neal Casal – sang på "To Who Knows Where", "Till Next Tuesday" og "Speed Of Love"
- Kelly Pratt og Jon Natchez – horn på "Dream Tonight" og "Appetite"
- Maxim Moston – violin på "Dream Tonight", "4th Of July", "A String Of Words" og "Diamond Eyes"
- Julia Kent – cello på "Dream Tonight", "4th Of July", "A String Of Words" og "Diamond Eyes"
- Tim Byrnes – trumpet på "A String Of Words"
- Pete Remm – orgel på "Diamond Eyes" og "Stay Lost"